# Hãng phim Tây Sibir
Hãng phim Tây Sibir (tiếng Nga: Западно-Сибирская киностудия) là một hãng phim tài liệu - thời sự có trụ sở chính tại thành phố Novosibirsk.